# 8-as villamos (Budapest)
A budapesti 8-as jelzésű villamos Újpest, István tér és a Január 10. tér között közlekedett. A járatot megszűnése előtt a Budapesti Közlekedési Vállalat üzemeltette.

## Története
A nagykörúti próbavillamos sikerét követően megkezdődött a belvárosi villamoshálózat kiépítése, a Baross utcai vonal után harmadikként adták át a Podmaniczky utcai pályát 1889. szeptember 10-én. A villamosjárat a későbbi Hősök terétől indult és az Aréna út – Podmaniczky út – Gyapjú (ma: Báthory) utca – Nádor utca – Széchenyi utca nyomvonalon haladva érkezett meg 22 perc alatt az MTA épületéhez. 1900. október 20-ától a Petőfi térig, 1903. október 14-étől pedig az akkor átadott Duna-parti szakaszon végighaladva az Eskü térig járt. 1910-ben – a viszonylatszámok bevezetésekor – a 8-as jelzéssel látták el. Stabil járatnak számított, az első világháború miatt elrendelt 1919–20-as szünetet leszámítva 15 évet kellett várni a módosításáig: ettől kezdve a rakparti szakasza előtt a Kálvin tér felé vette az irányt, ahonnan a Kecskeméti utcára kanyarodva, a Papnövelde utca – Veres Pálné utca – Irányi utca – Eskü (ma: Március 15.) tér útvonalon érte el a Duna-partot. Az Akadémia utcai vonalszakasz üzembe helyezésétől fogva ezen keresztül érkezett a mai Széchenyi István térre. 1928-tól a Műcsarnok helyett a Városliget villamos-végállomásra érkezett. Az 1930-as járatátszervezés a 8-ast is érintette, szeptember 15-étől a Kálvin tér után a Lónyay utca felé vette az irányt és egészen a Közvágóhídig közlekedett. Az 1932. július 18-án bevezetett új BSZKRT-menetrenddel útvonalát kettébontották, ekkor a Városliget – Podmaniczky utca – Kossuth Lajos tér szakaszra rövidült, a Kossuth Lajos tér és a Közvágóhíd között 88-as jelzéssel indítottak villamosjáratot. 1933. március 6-án a járatok belső végállomását az Eskü térre helyezték át. 1934 és 1942 között az Országos Árumintavásár idején (április vége/május eleje) és a XVIII. Katolikus Nagygyűlés alkalmával (1939. május 17–21.) 8A jelzéssel betétjárata is közlekedett a Hold utcáig. 1944. március 27-én belső végállomása a Kálvin térre került át, de fél évvel később, szeptember 27-én megszűnt.
1946. január 14-én 8A-ként indult újra a Bajcsy-Zsilinszky út – Báthory utca – Kossuth Lajos tér útvonalon, ingajárati jelleggel, majd ezt 1947. május 12-én – a 8-as megindulásával – megszüntették. Az új 8-as jelentősen megrövidült, már a Podmaniczky utcán sem haladt végig: a Városliget és a Nyugati pályaudvar között közlekedett. 1948. augusztus 14-étől ismét a Kossuth térig járt. A Dózsa György úti aluljáró építése miatt 1950. július 21-étől a Városliget helyett már csak a MÁV kórházig járt, október 2-ától viszont ismét a Városligetből indult, de már csak a Bajcsy-Zsilinszky útig – kizárólag munkanapokon, reggel 7:30 és 8:30 között. 1951 februárja és március 25. között ismét a Kossuth térig járatták. 1951 novemberében megszűnt a városligeti végállomása, 1952. április 24-én pedig véglegesen a MÁV kórházig rövidult. 1952. augusztus 25-étől már csak a Nyugati pályaudvarig járt, október 26-án pedig véglegesen felváltotta az azonos útvonalon beindított 72-es trolibusz.
1955-ben a villamos és trolibuszok közötti számütközés elkerülése érdekében az FVV a villamosjáratainak jelzését 1 és 69 közé sorolta be, így a 93-as viszonylat is új jelzést kapott: az újpesti István tér és a mai Aschner Lipót tér között közlekedő viszonylat augusztus 8-án a 8-as számot vette fel. 1980. december 31-én közlekedett utoljára, közlekedése idején nem érte változás. Pótlására 1981 legelejétől beindították a 147-es buszjáratot. Az Újpesti piac melletti végállomását 1986-ig használta a 14-es villamos.

## Útvonala
Megszűnése előtti útvonala
| Január 10. tér felé                                                                                 | Újpest, István tér felé                                                                               |
| --------------------------------------------------------------------------------------------------- | --- |
| Újpest, István tér vá. – Táncsics Mihály utca – Baross utca – Vasvári Pál utca – Január 10. tér vá. | Január 10. tér vá. – Irányi Dániel utca – Baross utca – Táncsics Mihály utca – Újpest, István tér vá. |